# Prologue du Tour de France 1994
Pour un article plus général, voir Tour de France 1994.
Le prologue du Tour de France 1994 a lieu le 2 juillet 1994, dans la ville de Lille, sur une distance de 7,2 km. Il est remporté par Christopher Boardman.

## Parcours
Le parcours, totalement urbain et sans relief, s'élance de la Place du Général-de-Gaulle, emprunte la rue Nationale, le boulevard de la Liberté, le boulevard Vauban, puis le boulevard Montebello. Au niveau de la place Barthélémy-Dorez, les coureurs doivent effectuer un demi-tour, et repartir en sens inverse, jusqu'à l'arrivée située boulevard de la Liberté, devant l'hôtel de préfecture du Nord.

## La course
Les départs se déroulent de minute en minute, de 14h50 à 17h58, heure de départ du tenant du titre Miguel Indurain, vainqueur du Tour de France 1993. Ancien recordman de l'heure, dépossédé quelques mois auparavant par son compatriote Graeme Obree, Christopher Boardman s'impose devant Indurain et devient le premier Britannique depuis  Tom Simpson à revêtir le maillot jaune. Il établit à cette occasion un record de vitesse pour un prologue de Grand Tour, avec une moyenne de 55,267 km/h, qui ne sera battu qu'en 2001 par Rik Verbrugghe lors du Tour d'Italie.

## Classement de l'étape et classement général
| Classement général après le prologue | Classement général après le prologue | Classement général après le prologue | Classement général après le prologue | Classement général après le prologue |
|                                      | Coureur                              | Pays                                 | Équipe                               | Temps                                |
| ------------------------------------ | ------------------------------------ | ------------------------------------ | ------------------------------------ | ------------------------------------ |
| 1er                                  | Christopher Boardman                 | Royaume-Uni                          | GAN                                  | en 7 min 49 s                        |
| 2e                                   | Miguel Indurain                      | Espagne                              | Banesto                              | + 15 s                               |
| 3e                                   | Tony Rominger                        | Suisse                               | Mapei-CLAS                           | + 19 s                               |
| 4e                                   | Alex Zülle                           | Suisse                               | ONCE                                 | + 22 s                               |
| 5e                                   | Armand de Las Cuevas                 | France                               | Castorama                            | + 24 s                               |
| 6e                                   | Thierry Marie                        | France                               | Castorama                            | + 29 s                               |
| 7e                                   | Eddy Seigneur                        | France                               | GAN                                  | + 30 s                               |
| 8e                                   | Johan Museeuw                        | Belgique                             | GB-MG Boys Maglificio                | + 31 s                               |
| 9e                                   | Claudio Chiappucci                   | Italie                               | Carrera-Tassoni                      | + 33 s                               |
| 10e                                  | Andrea Peron                         | Italie                               | Polti-Vaporetto                      | + 34 s                               |
| modifier                             |                                      |                                      |                                      |                                      |

## Classements annexes

### Classement par points
| Classement par points | Classement par points | Classement par points | Classement par points | Classement par points |
| --------------------- | --------------------- | --------------------- | --------------------- | --------------------- |
|                       | Coureur               | Pays                  | Équipe                | Point(s)              |
| 1er                   | Christopher Boardman  | Royaume-Uni           | GAN                   | 15 points             |
| 2e                    | Miguel Indurain       | Espagne               | Banesto               | 12 pts                |
| 3e                    | Tony Rominger         | Suisse                | Mapei-CLAS            | 10 pts                |
| modifier              |                       |                       |                       |                       |

### Classement du meilleur jeune
| Classement général du meilleur jeune | Classement général du meilleur jeune | Classement général du meilleur jeune | Classement général du meilleur jeune | Classement général du meilleur jeune |
|                                      | Coureur                              | Pays                                 | Équipe                               | Temps                                |
| ------------------------------------ | ------------------------------------ | ------------------------------------ | ------------------------------------ | ------------------------------------ |
| 1er                                  | Eddy Seigneur                        | France                               | GAN                                  | en 8 min 19 s                        |
| 2e                                   | Andrea Peron                         | Italie                               | Polti-Vaporetto                      | + 4 s                                |
| 3e                                   | Lance Armstrong                      | États-Unis                           | Motorola                             | + 9 s                                |
| modifier                             |                                      |                                      |                                      |                                      |

### Classement par équipes
| Classement par équipes | Classement par équipes | Classement par équipes | Classement par équipes |
|                        | Équipe                 | Pays                   | Temps                  |
| ---------------------- | ---------------------- | ---------------------- | ---------------------- |
| 1re                    | GAN                    | France                 | en 24 min 38 s         |
| 2e                     | Castorama              | France                 | + 17 s                 |
| 3e                     | Mapei-CLAS             | Italie                 | + 25 s                 |
| modifier               |                        |                        |                        |